# Very light jet
 (janvier 2023).
La mise en forme du texte ne suit pas les recommandations de Wikipédia : il faut le « wikifier ».
Les points d'amélioration suivants sont les cas les plus fréquents. Le détail des points à revoir est peut-être précisé sur la page de discussion.
- Les titres sont pré-formatés par le logiciel. Ils ne sont ni en capitales, ni en gras.
- Le texte ne doit pas être écrit en capitales (les noms de famille non plus), ni en gras, ni en italique, ni en « petit »…
- Le gras n'est utilisé que pour surligner le titre de l'article dans l'introduction, une seule fois.
- L'italique est rarement utilisé : mots en langue étrangère, titres d'œuvres, noms de bateaux, etc.
- Les citations ne sont pas en italique mais en corps de texte normal. Elles sont entourées par des guillemets français : « et ».
- Les listes à puces sont à éviter, des paragraphes rédigés étant largement préférés. Les tableaux sont à réserver à la présentation de données structurées (résultats, etc.).
- Les appels de note de bas de page (petits chiffres en exposant, introduits par l'outil «  Source ») sont à placer entre la fin de phrase et le point final[comme ça].
- Les liens internes (vers d'autres articles de Wikipédia) sont à choisir avec parcimonie. Créez des liens vers des articles approfondissant le sujet. Les termes génériques sans rapport avec le sujet sont à éviter, ainsi que les répétitions de liens vers un même terme.
- Les liens externes sont à placer uniquement dans une section « Liens externes », à la fin de l'article. Ces liens sont à choisir avec parcimonie suivant les règles définies. Si un lien sert de source à l'article, son insertion dans le texte est à faire par les notes de bas de page.
- La présentation des références doit suivre les conventions bibliographiques. Il est recommandé d'utiliser les modèles {{Ouvrage}}, {{Chapitre}}, {{Article}}, {{Lien web}} et/ou {{Bibliographie}}. Le mode d'édition visuel peut mettre en forme automatiquement les références.
- Insérer une infobox (cadre d'informations à droite) n'est pas obligatoire pour parachever la mise en page.

Pour une aide détaillée, merci de consulter Aide:Wikification.
Si vous pensez que ces points ont été résolus, vous pouvez retirer ce bandeau et améliorer la mise en forme d'un autre article.

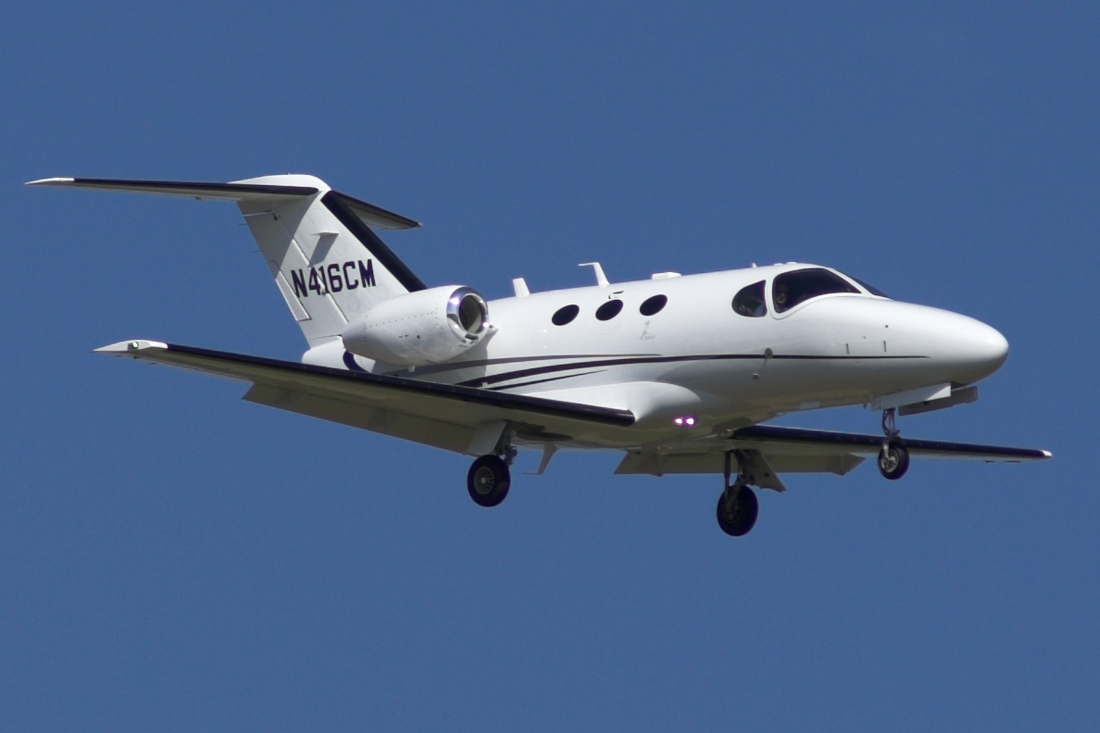
Le Cessna Citation Mustang a été le premier VLJ, produit de 2006 à 2017. C'est celui qui a été le plus produit avec 479 unités.

Un Very Light Jet (VLJ, terme anglais pour jet très léger), aussi appelé jet d'entrée de gamme ou jet ultra léger, anciennement connu sous le nom de micro Jet, est une catégorie de petits jets d'affaires pouvant accueillir de quatre à huit personnes. Les VLJ sont réputés pour être les jets d'affaires les plus légers et sont homologués pour voler avec un seul pilote.

## Histoire
Le premier petit avion civil à réaction, le Morane-Saulnier MS.760 Paris des années 1950, a été désigné rétroactivement comme étant le premier VLJ, car il peut accueillir quatre personnes avec un seul pilote et est plus petit que les VLJ modernes. La conception du MS.760 diffère des jets d'affaires modernes puisque l'avion a une verrière coulissante pour l'accès à la cabine plutôt qu'une porte. Une version avec six places, une cabine fermée et une porte conventionnelle avait été annulée après la construction d'un unique prototype,.
Deux avions Cessna non construits des années 1950 et 1960 auraient répondu à la définition d'un VLJ. Le premier était le 407, une version civile à quatre places de l'avion d'entraînement T-37 proposé en 1959. Cependant, le 407 n'a jamais dépassé le stade de la maquette en raison d'un intérêt insuffisant des clients. Le second était le Fanjet 500, qui avait une masse maximale au décollage de 4 310 kilogrammes (9 500 lb) et un seul pilote comme prévu à l'origine en 1968 ; cependant, au fur et à mesure que l'avion évoluait vers le Citation, la Federal Aviation Administration des États-Unis a exigé un deuxième pilote et divers changements de conception, ce qui a fait passer la masse maximale au décollage à 4 690 kilogrammes (10 340 lb).
Dans les années 1970 et 1980, d'autres tentatives pour créer de petits avions à réaction dans cette catégorie ont été le Gulfstream Aerospace FanJet 1500 et le CMC Leopard.
Après un regain d'intérêt pour le marché des taxis aériens au début des années 2000, le secteur des VLJ a connu une expansion significative. Plusieurs nouveaux modèles ont été produits, tels que l'Embraer Phenom 100, le Cessna Citation Mustang et l'Eclipse 500. Cependant, à la suite de la crise économique mondiale de la fin des années 2000, le marché des taxis aériens a sous-performé et Eclipse Aviation ainsi que la société de taxis aériens DayJet se sont effondrées. En décembre 2010, Paul Bertorelli d'AvWeb expliquait que le terme very light jet avait perdu la faveur dans l'industrie aéronautique.

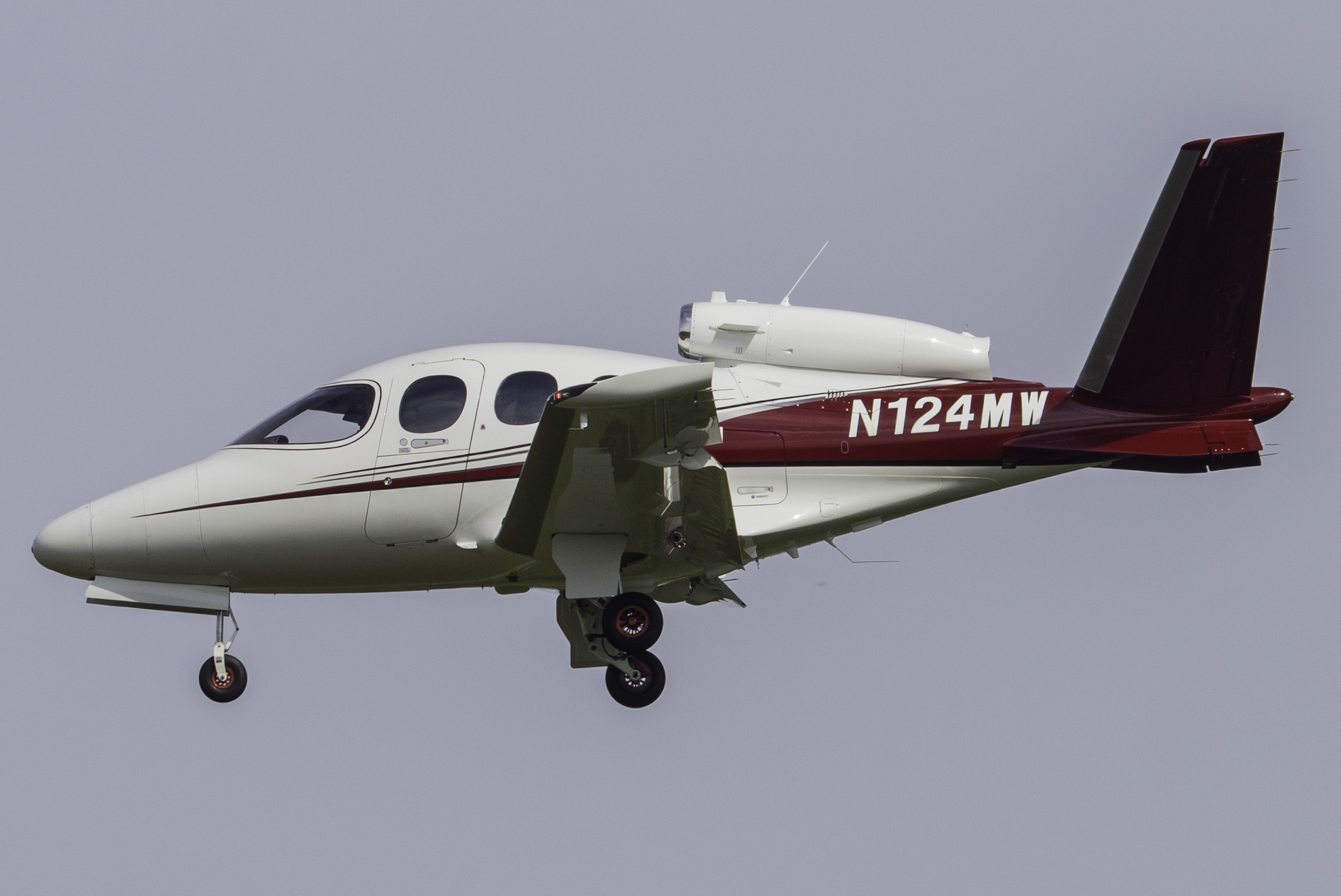
Le Cirrus Vision SF50 est le premier VLJ monomoteur certifié.

La conception de monomoteurs était populaire au milieu des années 2000, avant que la crise financière mondiale ne diminue l'attrait du marché pour cette catégorie d'avions. La plupart des projets, dont le Piper Altaire, le Diamond D-Jet, l'Eclipse 400 et le VisionAire Vantage, ont tous été abandonnés. En 2016, les seuls appareils maintenus ont été le Cirrus Vision SF50, qui a obtenu un certificat de type cette année-là et le Stratos 714, dont la certification était alors prévue pour 2019.
Dans l'histoire, deux VLJ ont remporté le Trophée Collier, qui est le prix d'ingénierie aérospatiale le plus prestigieux aux États-Unis - l'Eclipse 500 (en 2006) et le Cirrus Vision Jet (SF50, en 2018).